# Contea di Winnebago (Wisconsin)
La contea di Winnebago (in inglese, Winnebago County) è una contea dello Stato del Wisconsin, negli Stati Uniti. La popolazione al censimento del 2000 era di 156 763 abitanti. Il capoluogo di contea è Oshkosh.